# Токсичний месник 4
«Токсичний месник 4: Громадянин Токсі» (англ. Citizen Toxie: The Toxic Avenger IV) — американський супергеройський комедійний сплеттер фільм 2000 року, знятий Ллойдом Кауфманом за сценарієм Трента Хааги. Четверта частина франшизи «Токсичний месник». Незважаючи на те, що це третій сиквел «Токсичного месника», у вступному слові Стен Лі повідомляє, що «Громадянин Токсі» насправді є офіційним продовженням першого фільму, ігноруючи події перших двох сиквелів. Назва фільму посилає до «Громадянина Кейна» 1941 року.

## Сюжет
Підгузкова мафія (злочинці, переодягнені в немовлят) вривається до школи для особливих дітей у Тромавіллі і влаштовує масову стрілянину. З'являється Токсичний Месник («Токсі») під виглядом моделі бікіні, а також його сайдкік Сальнодупий (англ. Lardass), який страждає на ожиріння. Вони вбивають членів банди у гротескно-жорстокій манері, причому Токсі тельбушує ватажка на ім'я Текс. Перед смертю Текс виявляє, що в його тіло було вмонтовано вибуховий пристрій. Токсі мчить додому, щоб запліднити свою дружину Сару, залишаючи Сальнодупого розбиратися з бомбою. Той намазує її арахісовим маслом, з’їдає й виводить пристрій зі свого шлунка шляхом метеоризму. Повернувшись, Токсі рятує вагітну вчительку та двох учнів, Тіто та Світті Хані. Однак через нагальність ситуації вони залишають Сальнодупого, який гине, коли член Підгузкової мафії і один зі студентів, перебуваючи в інтимній ситуації, випадково активують вибухівку, запаливши цигарку.
Вибух переносить Токсі та учнів до Амортвіля, дзеркальної версії Тромавіля в альтернативному всесвіті. Поліція стріляє в Токсі. Злий Кабукімен допомагає йому втекти від поліції. Амортвільська версія Токсі, Шкідливий Злочинець (англ. The Noxious Offender, «Ноксі»), з'являється в Тромавіллі і починає вбивати городян. Обидва супергерої розгублені навколишнім оточенням. Ноксі знаходить собі союзника в особі нацистського сержанта Казінскі. Мер Голдберг представляє чотирьох нових супергероїв у Тромавіллі, серед яких — сержант Кабукімен. У пошуках відповідей Токсі натрапляє на чоловіка на ім'я Помпей, який після того, як селюки тягли його на кузові вантажівки, був обезголовлений, але його голова все ще жива. Він також знаходить амортвільську версію Сальнодупого (на ім'я Честер) — вченого, який опинився на вулиці без засобів для існування. Колишня дружина Честера, Клер, є коханкою Ноксі. Токсі пропонує повернути її до Честера, але вступає в бій зі Злим Кабукіменом. Ноксі стає мером Тромавілля, вбивши мера Ґолдберґа, перетворивши місто на Амортвілль, і запліднює Сару. Тим часом Токсі потрапляє на фабрику злого супергероя Скаженого Ковбоя (англ. Mad Cowboy), де знаходить у полоні Тіто, Помпея і Світті Хані. Токсі кидає Скаженого Ковбоя у м'ясорубку, і їм вдається втекти.
Супергерої Тромавілля намагаються вбити Ноксі та Казінскі, але всі гинуть, окрім сержанта Кабукімана, який п'яний заходить до будинку Токсі і запліднює сплячу Сару. Клер знаходить Честера, і вони знову стають парою. Сара відвідує свого гінеколога, який повідомляє, що вона вагітна двома дітьми від двох різних батьків. Токсі і Честер знаходять дорогу назад до Тромавіля: клацають червоними черевиками і кажуть: «Немає місця кращого за Тромавіль». Тіто залишається і присвячує себе тому, щоб зробити Амортвіль безпечним разом з Помпеєм. Токсі і Світті Хані прибувають до Тромавілля, де дізнаються, що у Сари почалися пологи. У лікарні Токсі жорстоко вбиває нацистських солдатів і Казінського. Він знаходить палату Сари, і вони б'ються разом зі своїми дітьми в матці Сари. Токсі вбиває Ноксі, вириваючи його органи. Мелвін (амортвільська версія Мелвіна Ферда, справжнє ім'я Токсі) виходить зі шлунку Ноксі і нападає на Токсі, який викидає його з вікна у бочку з токсичними відходами. Він тікає, охоплений полум'ям, сміючись.
В оточенні свідків зі школи для особливих дітей у Тромавіллі, які висловлюють подяку Токсі за його героїзм, Сара народжує свою дитину, дитину Токсі та дитину сержанта Кабукімана. Розлючений Токсі женеться за сержантом Кабукіманом, поки всі регочуть.

## Акторський склад
- Девід Метті — Токсичний Месник / Мелвін Ферд, колишній прибиральник, який мутував у супергероя
  - Девід Метті також виконує Шкідливого злочинця, злу версію Токсичного месника з альтернативної реальності
  - Клайд Льюїс — озвучення Токсичного Месника та Шкідливого злочинця
- Хейді Сюрсен — Сара / Клер, сліпа дівчина Токсичного месника
- Джо Флейшекер — Сальнодупий / Честер, огрядний сайдкік Токсичного месника
- Пол Кірмсе — сержант Кабукімен
- Рон Джеремі — Голдберг, мер Тромавіля
- Ден Сноу — сержант Казінський
- Майкл Будінгер — Тіто
- Ліза Терезакіс — Світті Хані
- Трент Хаага — Tex Diaper, член Підгузкової мафії
- Калеб Емерсон — Rex Diaper, член Підгузкової мафії
- Янів Шерон — Lex Diaper, член Підгузкової мафії
- Стен Лі — оповідач
- Джеймс Ґанн — доктор Флем Хокінг
- Корі Фельдман — Фінкельштейн, гінеколог Сари
- Том Фулп — творець Newgrounds
- Кевін Істмен — байкер
- Джулі Стрейн — Тромаду, модель
- Леммі Кілмістер — Lemmy
- Елай Рот — переляканий громадянин
- Масуїмі Макс — гламурна жінка
- Г'ю Гефнер — Президент США
- Ллойд Кауфман — з'являється наприкінці фільму під час соціальної реклами

## Випуск
Прем'єра відбулася 8 жовтня 2000 року на Кінофестивалі у Сіджасі. На DVD фільм вийшов 18 березня 2003 року. DVD містить видалені сцени, три доріжки з коментарями режисера, акторів та знімальної групи, а також більш ніж двогодинний документальний фільм, названий справжнім поглядом на кіновиробництво.

## Відгуки
На відміну від перших двох сиквелів, які отримали негативні відгуки, «Громадянин Токсі» отримав змішані відгуки і станом на 2025 рік має 60% «свіжий» рейтинг на Rotten Tomatoes.
Стівен Холден з The New York Times висловив думку: «Якщо гумор “Громадянина Токсі” дуже смішний, то невблаганна комічна надмірність фільму зрештою трохи стомлює». Рецензуючи Blu-ray реліз 2015 року, сайт Den of the Geek зазначив: «дуже шкода, що сміховинно приємна дурість перетворюється на огидний “Громадянин Токсі”, який представляє собою нещодавню тенденцію студії до відвертої жахливості, дратівливо безглуздих камео знаменитостей (тут ми отримуємо Корі Фельдмана, Леммі з Motorhead та порнозірку Рона Джеремі) та надмірно (навіть за стандартами Troma) погану акторську гру».